# Südwesten der Vereinigten Staaten

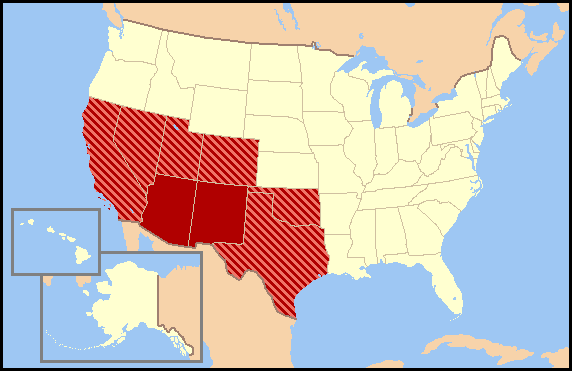
Der Südwesten der Vereinigten Staaten

Als Südwesten der Vereinigten Staaten wird eine Region der Vereinigten Staaten bezeichnet. Die Abgrenzung zum Mittleren Westen, der Westküste, den Mountain States und den Südstaaten ist unscharf, je nach Verwendung werden unterschiedliche Teile der USA zum Südwesten gerechnet.
Historisch waren die westlichsten Staaten des Südens der Südwesten. Im 19. Jahrhundert zählten dazu insbesondere die Staaten und Territorien, die im Sezessionskrieg zu den konföderierten Staaten gehörten oder ihnen nahestanden. Von jenen werden auch in diesem Zusammenhang heute nur noch Texas und Oklahoma als Südwesten bezeichnet.
Kulturell gelten die Staaten als Südwesten, die deutlich von Mexiko beeinflusst sind. Texas, New Mexico und Arizona bilden den Kern nach dieser Definition, das südliche Nevada und Teile Kaliforniens werden oft hinzugerechnet.
Archäologen und Ethnologen verwenden den Begriff Southwest für prähistorische und historische Indianerkulturen zwischen Las Vegas, Nevada, im Westen und Las Vegas, New Mexico, im Osten, sowie Durango, Colorado, im Norden und dem mexikanischen Bundesstaat Durango im Süden. Danach erstreckt sich die Region über Arizona und New Mexico, zuzüglich der angrenzenden Regionen in Mexiko. Für die Archäologie Nordamerikas ist der Südwesten mit seinen weit verbreiteten Pueblos eines der zentralen Forschungsgebiete.
Im Tourismus wird vor allem das Colorado-Plateau als amerikanischer Südwesten vermarktet. Dazu gehören dann die Four-Corners-Staaten Arizona, New Mexico, Colorado und Utah. Die Nationalparks Grand Canyon, Zion, Bryce Canyon und  Monument Valley gelten als Sehenswürdigkeiten und werden jährlich von Millionen Touristen besucht.

## Sonstiges
Im Südwesten der USA herrscht ungefähr seit dem Jahr 2000 eine Megadürre (englisch Southwestern North American megadrought). Diese hat sich 2022 durch das Wetterphänomen La Niña 2022 weiter verschärft.
(siehe auch Dürre in Nordamerika seit 2020)